# Hälsingland
Hälsingland neboli Helsingia je historická provincie (landskap) ve středním Švédsku. Sousedí s Gästriklandem, Dalarnou, Härjedalenem, Medelpadem a Botnickým zálivem. Je součástí území Norrland. 
Nachází se převážně v kraji Gävleborg, zasahuje i na území Jämtlandu a Västernorrlandu. Má rozlohu 14 264 km² a žije v něm okolo 130 000 obyvatel. Historickým centrem je Hudiksvall, dalšími významnými městy jsou Söderhamn, Bollnäs a Ljusdal. Místní nářečí se jmenuje Hälsingemål.
Přímořská nížina se směrem do vnitrozemí postupně zvedá, nejvyšší horou je Garpkölen se 671 m. Nejvýznamnější řekou je Ljusnan, nachází se zde také meteoritické jezero Dallen. Většina území je zalesněná a dřevařství je hlavním odvětvím ekonomiky. Na tradici živočišné výroby upomíná kozel ve znaku regionu. Národní květinou Hälsinglandu je len setý, hymnou je píseň Såg du det landet.
Název Hälsingland poprvé uvádí ve své kronice Adam Brémský. Název je odvozován od slova „hals“ (hrdlo), protože kraj leží u zúžení Botnického zálivu zvaného Kvarken. Místní obyvatelé se od 13. století usazovali v jižní části Finska, kde bylo podle nich pojmenováno město Helsinky.
Nacházejí se zde lokality světového dědictví Höga kusten a Zdobené farmy v Hälsinglandu.